# 马拉舍维奇

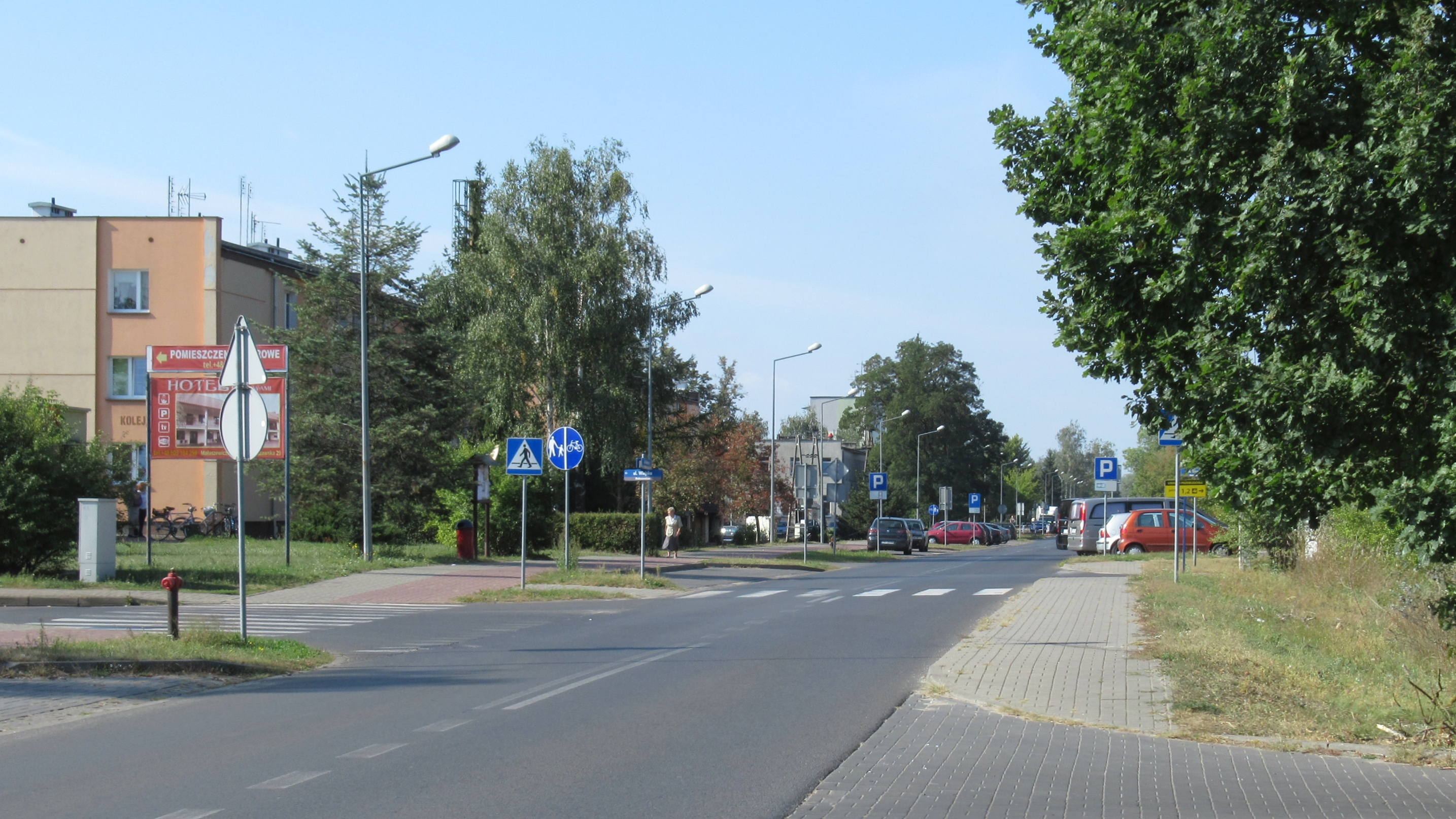
马拉舍维奇的街道

马拉舍维奇（波蘭語：Małaszewicze）是波兰的一个村庄，位於卢布林省比亞瓦-波德拉斯卡縣泰雷斯波爾市鎮，靠近白俄罗斯边境。它位于泰雷斯波爾西南约9公里、比亞瓦-波德拉斯卡以东28公里、地区首府卢布林东北108公里。

## 经济和交通
马拉舍维奇是欧洲最大的貨運鐵路枢纽之一，是欧亚货运通道进入欧盟的门户。该枢纽切换俄式宽轨（1520毫米）和標準軌距（1435毫米）。
在中歐班列通车后货运量飞速增长，其基础设施显得老旧和容量不足亟待更新。
由于马拉舍维奇拥有国际转运港，许多从事货运、物流和运输的公司都将总部或分支设在此处，例如PKP Cargo（货物运输和转运工厂）、Gaspol（波兰最大的液化气体分销商）、Operators Logistyczny Paliw Płynnych（燃料储存厂）、Trade Trans、CTL Logistics、DHL、Euroservice等。在马拉舍维奇有波兰最大的免税区，面积168公顷。
此外，马拉舍维奇还有酒店、邮局和教堂。亚历山大的圣凯瑟琳教区设有墓地、保健中心、药房、消防队、服务点和商店。